# Hugo Macías Macotela
Hugo Macías Macotela (Aguascalientes, México; 16 de febrero de 1934) es un actor, escritor y director de escena mexicano.

## Inicios
Hugo Humberto Francisco Macías Macotela nació en febrero de 1934 en Aguascalientes, México. Hijo de Francisco Macías Báez y Esperanza Macotela. Desarrolló el gusto por el teatro al empezar la escuela preparatoria, por lo que, se inscribió en el taller de teatro que dirigía Jorge Martínez de Hoyos. Después, inició sus estudios de arquitectura, aunque opta por la carrera de Dirección Teatral y Escenografía en la Escuela de Arte Teatral del Instituto Nacional de Bellas Artes. Egresa de la compañía de teatro de Javier Rojas. Desde entonces ha radicado en la Ciudad de México.
Dirige y escribe la mayoría de los capítulos de las series de Tv: Nosotros los Gómez y Don Enrique y sus sobrinas y algunos capítulos de La hora marcada.
Ha participado como invitado en series de tv como El Pantera, Hermanos y detectives y Nosotros los guapos.

## Vida personal
Conoció a quién sería su esposa  Evita Muñoz en 1955 cuando fueron presentados por un amigo mutuo. Montaron su primer proyecto teatral en 1956. Contrajeron nupcias el 14 de febrero del 1957. Tuvieron tres hijos. Permanecieron casados hasta el fallecimiento de Chachita, el 23 de agosto de 2016, a los 79 años de edad, por complicaciones de salud. Desde principios de 2020, tiene como pareja a la también actriz Dacia González.

## Series

### Actor
- Una familia de diez (2013) - Don Rigoberto
- El candidato Rayo (2018) - Prudencio
- Nosotros los guapos (2017) -
- Historias delirantes (2014) - Abuelo
- El pantera (2013) - Abraham
- Hermanos y detectives (2013) - Agapito
- La hora marcada
- La rosa de Guadalupe (2008)
- Mujer, casos de la vida real (1992)

### Director de escena
- La hora marcada
- Teleteatro: Vengan corriendo que les tengo un muerto
- Nosotros los Gómez

## Programas unitarios
- La rosa de Guadalupe (2008) Capítulo "Heridas del alma" - Héctor
- La rosa de Guadalupe (2008) Capítulo "Reguetonera" - Aldrete
- La rosa de Guadalupe (2010) Capítulo "El poder de la imaginación" - Abuelo Juvenal
- La rosa de Guadalupe (2011) Capítulo "Crecer con alegría" - M.P.
- La rosa de Guadalupe (2011) Capítulo "Desesperación" - Jacinto
- La rosa de Guadalupe (2012) Capítulo "Háblame de amor" - Nando
- La rosa de Guadalupe (2014) Capítulo "Soñar contigo" - Don Cosme
- La rosa de Guadalupe (2017) Capítulo "El amor perdido" - Otto
- La rosa de Guadalupe (2018) Capítulo "Cómo hacerse millonario" - Cosme
- La rosa de Guadalupe (2019) Capítulo "La Carcacha" - Tobías

## Telenovelas
- Fuego ardiente (2021) - Padre Ausencio
- Te doy la vida (2020) - Mariano[4]
- Por amar sin ley (2018) - Padre Domingo
- Sin tu mirada (2017-2018) - Licenciado Zaragoza
- La doble vida de Estela Carrillo (2017) - Padre Camarillo
- Mujeres de negro (2016) - Psiquiatra
- Por siempre Joan Sebastian (2016) - Padre Zurita
- El hotel de los secretos (2016) - Abad
- Antes muerta que Lichita (2015-2016) - Padre Pérez
- La vecina (2015-2016) - Científico
- La gata (2014) - Roberto
- De que te quiero, te quiero (2013-2014) - Tiburcio
- Amores verdaderos (2012-2013) - Fortuno
- un refugio para el amor (2012) -
- Cuando me enamoro (2010-2011) - Padre Severino
- Gritos de muerte y libertad (2010) - Asesor del Virrey
- Mar de amor (2009-2010) - Juez
- En nombre del amor (2008-2009) - Padre Mateo
- Pasión (2007-2008) - Marcelino
- Destilando amor (2007) - Arnulfo
- Heridas de amor (2006) - Padre Santiago Buenaventura
- Rubí (2004) - Isidro Suárez
- Amarte es mi pecado (2004) - Juan Salvador Rodríguez
- Velo de novia (2003) - Don Filiberto Castell
- La otra (2002) - Notario Carballido
- Atrévete a olvidarme (2001) - Dr. Nazario

## Películas
- Mentiroso y mujeriego (2023) Don Mauro
- Flor (2017) -  Darío
- La delgada línea amarilla (2015) - El viejo padrote del Valiant
- Por mis bigotes (2015) - Don Bigote Maduro
- Cartas a Elena (2010) - Padre Brambilia
- El atentado (2010) - Lic. Ignacio Mariscal
- Morirse está en hebreo (2007) - Rabino
- El caballo del cura (2002)
- Cambiando el destino (1992)
- Agente 0013: Hermelinda Linda 2 (1986) - Abdul Abdulá

## Teatro

### Actor
- Violinista en el tejado - Rabino
- El Cuchara de Oro
- Don Juan Tenorio - Ciutti
- Pedro Páramo - Pedro Páramo
- Pinocho (2003) - Geppetto y Stromboli
- Contigo, pan y cebolla (2003) - Bruno
- El enfermo imaginario (2002) - Médico Diafoirous
- Representando a Chéjov (1998-2001) - Stephen Stevánovich Chubokov
- Fiebre de fin de semana (Hay Fever) (1991) de Noel Coward

### Director de escena
- Las modelos de Chachita
- Cueros y pieles
- Vidas privadas
- Fiebre de fin de semana
- Espíritu travieso
- La visita que no tocó el timbre
- Doña Perfecta
- Doce mil pesos por mi mujer
- Las cosas simples
- Algo Paso, Musical con Norma Lazareno y Gerardo Bru

### Escenógrafo
- Las modelos de Chachita
- Cueros y pieles
- Vidas privadas
- Fiebre de fin de semana
- Espíritu travieso
- La visita que no tocó el timbre
- Lecumberri

## Cortometrajes
- Musa (cortometraje de 2018) (2017) - El
- El Concurso (2011) - Polo
- Volver Para Partir (2011) - Paco
- El Ajedrecista (2010) - Vagabundo (Premio como  Mejor Actor, del Film Festival PROYECCIÓN CORTA, 3ª Edición.)
- Yeah! (2010) - Don Florencio

## Premios y nominaciones
- Diosa de Plata, al Mejor Actor de Cuadro Masculino, por su interpretación del Padre Brambilia, en: Cartas a Elena (2010).
- Premio ACE en Nueva York, al Mejor Actor Característico, por su interpretación del Padre Severino, en: Cuando me enamoro (2012).[5]
- Premio ACE en Nueva York, al Mejor Actor Característico, por su interpretación de Tiburcio, en: De que te quiero, te quiero (2013).[6]
- Premio ACE en Nueva York, al Mejor Actor Característico, por su interpretación de Marcelino, en: Pasión (telenovela) (2009)[7]